# Platja d'en Calau
La platja d'en Calau està situada al poble de Calella de Palafrugell (Baix Empordà). Localment és coneguda com la Vela, ja que s'hi fan les activitats del Club Vela Calella.

## Història i descripció
Es troba ituada entre la platgeta d'en Cosme, al sud, separades per unes roques sobre les que hi ha Can Cosme, la platja del Port Bo, a llevant. Està orientada sud-est. Registra un alt grau d'ocupació a l'estiu. Té 81 m de longitud i 16 m d'amplada, formada per sorra gruixuda. Disposa de dutxes, així com d'una rampa d'accés per a persones amb mobilitat reduïda. Al passeig marítim hi ha diversos bars, restaurants, gelateries i altres comerços. La part dreta està reservada a les instal·lacions del Club Vela Calella.
Calau, diminutiu de Nicolau, és el motiu d'una família de Calella de Palafrugell que ha donat nom a la platja i al carrer d'en Calau. Un dels seus membres més coneguts va ser Nicolau Ferrer i Simón (mort el 1908, als 67 anys). Ernest Morató relata a Coses de Calella de Palafrugell que va ser donat per mort en un temporal de llevant i, després de celebrar els seus funerals, va aparèixer al cap de dos mesos. Aquest fet va iniciar la tradició de celebrar una festa anyal a Sant Sebastià amb l'assistència dels supervivents calellencs de naufragis.